# ماتيلد أندريه
ماتيلد أندريه مواليد 11 فبراير 1986 في لواندا، هي لاعبة كرة يد أنغولية تلعب كجناح أيمن. مثلت منتخب أنغولا لكرة اليد للسيدات. حققت المركز الأول في ألعاب عموم أفريقيا 2011.

## سجل المنافسة
شاركت في البطولات التالية:
- بطولة العالم لكرة اليد للسيدات 2011
- بطولة العالم لكرة اليد للسيدات 2015

## الميداليات
| الميدالية | المسابقة                |
| --------- | ----------------------- |
| ذهبية     | ألعاب عموم أفريقيا 2011 |